# Sadurka
Sadurka, Szadurka – nieistniejący obecnie potok przepływający przez tereny znajdujące się w granicach administracyjnych Warszawy. W jego zlewni znajdowały się tereny obecnych Włoch, Ochoty, Mokotowa, Ursynowa i Wilanowa. Najważniejszą pozostałością po cieku jest jego dolny bieg w postaci Potoku Służewieckiego.

## Przebieg
Sadurka miała swoje źródła w bliżej niezidentyfikowanym miejscu na terenie między Włochami a Czystem. Następnie kierowała się ku Szczęśliwicom. Tam potok skręcał na południe i przechodził przez Rakowiec i Okęcie. Potok przecinał trakt biegnący z terenów dzisiejszej Woli – skrzyżowanie Szczęśliwickiej i Białobrzeskiej, następnie mijał miejsce obecnego stadionu RKS Okęcie. Bagnisty teren, na którym obecnie znajduje się Lotnisko Chopina, Sadurka opływała od wschodu. Dalej potok kierował się na wschód przez Służewiec i Służew, schodził na tereny nadwiślańskie i uchodził do Wisły w okolicach Wilanowa, po drodze łącząc się z wodami Jeziora Wilanowskiego.
Sadurka wykorzystała obniżenie będące śladem dawnego Jeziorzyska Żoliborskiego, powstałego we wcześniej utworzonej (zlodowacenie Warty) rynnie lodowcowej, które istniało tu w okresie interglacjału eemskiego.
Bieg i długość potoku zmieniały się na przestrzeni wieków kilkukrotnie.

## Historia
Obecnie, śladami po dawnym przebiegu cieku są Potok Służewiecki stanowiący dolny odcinek dawnego cieku i staw Sadurka, który wziął swoją nazwę od potoku. Dodatkowo dawne koryto można zaobserwować w postaci rowu melioracyjnego przebiegającego przez tereny ogródków działkowych. Potok prawdopodobnie był bardzo spokojny i leniwie płynący z uwagi na niewielkie różnice w wysokości pomiędzy domniemanym źródłem w Czystem (wysokość ok. 115 m n.p.m.), a Potokiem Służewieckim (ok. 110 m n.p.m.).
Potok miał pewien wpływ na osadnictwo terenów dzisiejszej Warszawy, nad jego brzegami lub w niedalekiej odległości powstały m.in. Porzucewo i Sopęchy (obecne Włochy), a także Stenclewice (Szczęśliwice), Okęcie, Służewiec, Służew, Raków i Rakowiec.
W średniowieczu, w wyniku odsuwania się Wisły od skarpy warszawskiej, istniejący w tym rejonie ciek wodny stopniowo wydłużał się. Pierwsze przekształcenie potoku ludzką ręką miało miejsce pod koniec XVII wieku. Jego celem było doprowadzenie wody do systemu wodnego zasilającego pałac w Wilanowie wraz z otaczającym go parkiem. W tym celu zmieniono jego przebieg i spiętrzono na wysokości Dolinki Służewieckiej. W XVIII wieku koryto Sadurki skierowano czasowo na północ, celem zasilenia stawów w Łazienkach Królewskich. W tym okresie wybudowano także dwumetrową kaskadę w okolicach Wilanowa. W latach 40. XIX wieku nastąpiło znaczne zmniejszenie ilości dopływającej wody w górnym biegu Sadurki ze względu na budowę kolei Warszawsko-Wiedeńskiej. Pod koniec XIX wieku wykonano regulację potoku i w dużej części skierowano go otwartym kanałem. W tym czasie wody cieku wypełniły też doły po cegielniach w Szczęśliwicach tworząc Glinianki Szczęśliwickie.
Prędkość przemian potoku, który był już nazywany Potokiem Służewieckim, znacznie wzrosła po 1916 roku, kiedy to większa część zlewni znalazła się granicach administracyjnych Warszawy. Większość koryta cieku została przebudowana i wyprostowana. Dodatkowo zakryto dużą część Sadurki w wyniku rozbudowy lotniska Okęcie. Jeszcze w XX wieku potok czasowo uwidaczniał się na Okęciu po bardziej obfitych opadach, co zmieniło się po pełnej melioracji terenu.
W 2015 roku ulicy leżącej na skraju parku Szczęśliwickiego dotąd zwanej Nowosolipsowską nadano nazwę Sadurka.

## Galeria
| - Sadurka przepływająca przez Okęcie (zaznaczone jako Okencie) na mapie Sztabu Kwatermistrzostwa Generalnego WP z 1819 r. - Fragment Sadurki na Okęciu i jej wpust w orurowanie prowadzące pod ulicę Komitetu Obrony Robotników, a następnie płytę lotniska - Koryto Sadurki przy stawie Sadurka |